# Thord Melin
Thord Sigurd Melin, född 21 oktober 1913 i Visby, död 17 december 1990 i Östersund, var en svensk jurist som var lagman i Jämtbygdens tingsrätt från 1971 till pensionering 1978.
Melin blev juris kandidat 1938 och genomförde tingstjänstgöring 1938–1941, innan han blev fiskal vid Svea hovrätt 1942. Han var tillförordnad borgmästare i Köping 1945-1947, blev adjungerad ledamot av Hovrätten för Nedre Norrland 1948, assessor där 1950 (extra ordinarie 1949) och hovrättsråd 1953. Melin var tillförordnad revisionssekreterare 1954-1955 och häradshövding över Jämtlands västra domsaga 1957–1970. Åren 1971–1978 var han lagman vid Jämtbygdens tingsrätt.
Thord Melin var son till bankdirektör Sigurd Melin och hans maka Eva, född Svinhufvud. Han var från 1943 gift med Margareta, född Falk 1918. Thord Melin var bror till Sigurd Melin.